# Tastaturaufkleber
Tastaturaufkleber sind ein Computerzubehör, das die Darstellung zusätzlicher Schriftzeichen auf einer PC- oder Laptop-Tastatur ermöglicht.

## Aufbau und Verwendung

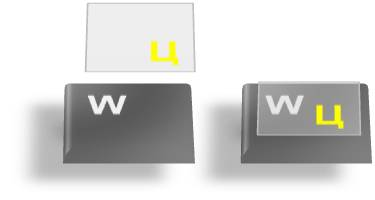
Tastaturaufkleber

In den meisten Fällen werden Tastaturaufkleber dazu benutzt, Schriftzeichen einer anderen Sprache oder Sonderzeichen darzustellen. Tastaturaufkleber bestehen oft aus transparenter Folie und werden meist auf einem Bogen geliefert, von dem sie auf die gewünschten Tasten geklebt werden können. Sie haben eine mit Klebstoff beschichtete Unterseite und eine glatte Oberseite. Das Schriftzeichen wird im Siebdruckverfahren spiegelverkehrt auf die Unterseite gedruckt. Durch die Tastaturbetätigung kann deshalb kein Abrieb entstehen, der das Zeichen unleserlich macht. Bei transparenten Aufklebern sind die Schriftzeichen auf der Folie so angebracht, dass sie die Originalbeschriftung der Tastatur nicht überdecken.
Populär wurden die Aufkleber bei der Einführung des Euro, um das seinerzeit auf Tastaturen nicht angegebene € nachzutragen, heute befindet es sich auf deutschen Tastaturen standardmäßig auf (Alt Gr-)E.